# Myinodes constantina
Myinodes constantina là một loài bướm đêm trong họ Geometridae.